# ペレグリン・トゥック
ペレグリン・トゥック（Peregrin Took、第三紀2990年 - 第四紀65年頃）は、J・R・R・トールキンの中つ国を舞台とした小説、『指輪物語』の登場人物。通称ピピン（Pippin）。
「指輪の仲間」の4人のホビットのうち、ただ一人成人していなかった。かれの頭と足の毛はほとんど全てが金髪の巻毛で、『指輪物語』の冒頭では最年少でもあったかれは、他のホビットよりも小さかったが、旅の終わりにはホビット史上最大の偉丈夫の一人となった。

## 人物
主人公フロド・バギンズの親戚のホビットで、いたずら好きでおっちょこちょい、末っ子気質で一行のムードメーカー的存在だった。物語中にもいろいろなことをしでかし、一行を危険にさらした。しかしなぜか憎めない存在。メリアドク・ブランディバック（メリー）とともにウルク＝ハイにさらわれ、エントに保護された。二人はエントの飲み物によって身体の成長を促され、ホビットとしてはたいへんな高身長となった。
父はセインのパラディン・トゥック二世。母はバンクス家のエグランタイン。3人の姉、パール、ピンパネル、パーヴィンカがいる。妻はロング・クリーヴのダイアモンド。ピピンはパラディンの唯一の男子であり、第四紀13年に父の死を受けてセインを継いだ。親友のメリーの母エズメラルダは、ピピンの父パラディンの妹であるので、かれらは従兄弟同士であった。ピピンの息子のファラミア一世はサムワイズ・ギャムジー（サム）の三女、ゴルディロックス（金捲毛）を妻とした。
指輪戦争ではエントによるアイゼンガルドの破壊に同行した。ガンダルフとともに訪れたゴンドールでは、恩を受けたボロミアの父である執政デネソールに忠誠を誓い、黒と銀の制服を纏う同国の近衛兵となる。黒門前で行われた最後の戦いにホビット庄の代表として参戦し、トロルの大将を塚山出土の剣で仕留めた。サウロンの滅亡後、かれはエレスサール王（アラゴルン）に改めて忠誠を誓い、帰郷した後第四紀13年に父の跡を継いでセインとなった。この年、バック郷館主のメリー、庄長のサムとともに北方王国の顧問官に加えられた。
晩年にはメリアドクと共にエドラス、ミナス・ティリスに赴いて余生を過ごし、「西境の赤表紙本」の写本をエレスサール王に献上した。死後は敬意を込めてエレスサール王の棺の側に葬られた。西方語における本名は、Razanur Tûk（ラザヌア・トゥーク）とされる。